# Karola Sube
Karola Sube (Berlín, Alemania, 28 de abril de 1964) es una gimnasta artística alemana que, compitiendo con Alemania del Este, consiguió ser medallista de bronce olímpica olímpica en 1980 en el concurso por equipos.

## 1980
En los JJ. OO. de Moscú ganó el bronce por equipos —tras la Uniñon Soviética (oro) y Rumania (plata)—, siendo sus compañeras de equipo: Maxi Gnauck, Steffi Kraker, Katharina Rensch, Silvia Hindorff y Birgit Süss.